# Carex ludibunda
Carex ludibunda är en halvgräsart som beskrevs av Jacques Étienne Gay. Carex ludibunda ingår i släktet starrar, och familjen halvgräs. Inga underarter finns listade i Catalogue of Life.